# Nowa Synagoga w Poznaniu
Nowa Synagoga w Poznaniu – synagoga znajdująca się w Poznaniu na rogu ulic Wronieckiej 17 i Stawnej, przy Skwerze Rabina Akivy Egera. Jest obecnie jedyną zachowaną wolno stojącą synagogą Poznania. W czasie okupacji została przebudowana w roku 1941 na krytą pływalnię dla żołnierzy Wehrmachtu, w czasie przebudowy budynek został zdewastowany i zniekształcony.
Synagoga wchodzi w skład zabytków i atrakcji trasy turystycznej Traktu Królewsko-Cesarskiego.

## Historia

### Przed wojną

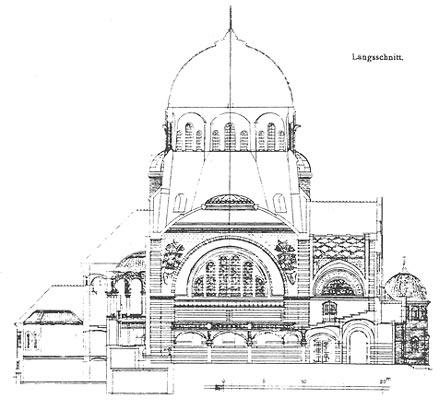
Projekt synagogi – przekrój podłużny

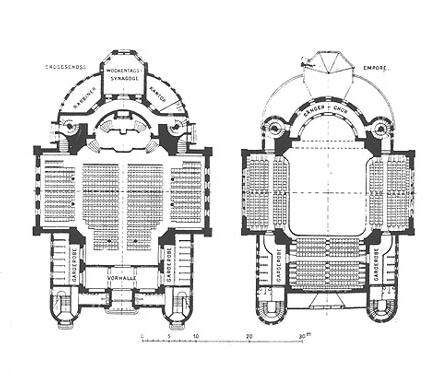
Projekt synagogi – rzut parteru i piętra

Pierwszy zamysł budowy nowej synagogi dla ortodoksyjnej gminy żydowskiej (w Poznaniu, poza Starą Synagogą istniała jeszcze wówczas reformowana synagoga Tempel) pojawił się w 1880 roku. Komitet budowy powstał jednak dopiero w 1902 roku staraniem rabina Wolfa Feilchenfelda. Zdecydowano wybudować synagogę dla 1100–1200 wiernych. Na rozpisany w 1904 roku konkurs nadeszło siedem prac, a zwyciężył projekt berlińskiej firmy Cremer & Wolffenstein.
Działka na której miała powstać synagoga została w 1904 roku zamieniona z fundacją im. Salomona B. Latza za trzy synagogi gminne przy ulicy Żydowskiej i zobowiązano się do ich rozbiórki. Dokupiono też dwie działki należące do miasta. Kamień węgielny położono 6 maja 1906 roku.
Synagogę wzniesiono na planie krzyża równoramiennego i zwieńczono kopułą pokrytą miedzianą blachą. Budowa łączyła w sobie styl neoromański z neomauretańskim z bogato zdobionym wnętrzem. W jej centrum znajdowała się aron ha-kodesz, przed nią bima, którą od sali modlitw oddzielała ażurowa balustrada.
Uroczyste otwarcie synagogi nastąpiło 5 września 1907 roku o godzinie 11:30. Wówczas rabin Wolf Feilchenfeld otworzył drzwi i zaprosił do wnętrza gości. Następnie wniesiono zwoje Tory i po raz pierwszy odmówiono modlitwę Szema Jisrael. Na zakończenie uroczystości rabin gminy reformowanej Philipp Bloch odmówił modlitwę za ojczyznę oraz cesarza. Cała inwestycja, czyli zakup parceli oraz budowa synagogi kosztowała ponad 850 tysięcy marek.

### II wojna światowa
Podczas II wojny światowej, 1 września 1939 roku w synagodze odbyło się uroczyste nabożeństwo z udziałem rabina Poznania, Jakuba Sendera, w intencji zwycięstwa Oręża Polskiego. 9 września o godzinie 9 rano w synagodze odbyły się ostatnie modły.
Od czasu wkroczenia wojsk niemieckich do Poznania nastąpiła stopniowa dewastacja synagogi. 15 kwietnia 1940 roku została usunięta ostatnia gwiazda Dawida. W tym samym roku została przebudowana na krytą pływalnię dla żołnierzy Wehrmachtu, co nadało budowli obecny kształt. W trakcie przebudowy całkowicie zniszczono wnętrze, uproszczono bryłę, rozebrano kopuły, zmieniono wszystkie otwory.

### Okres powojenny

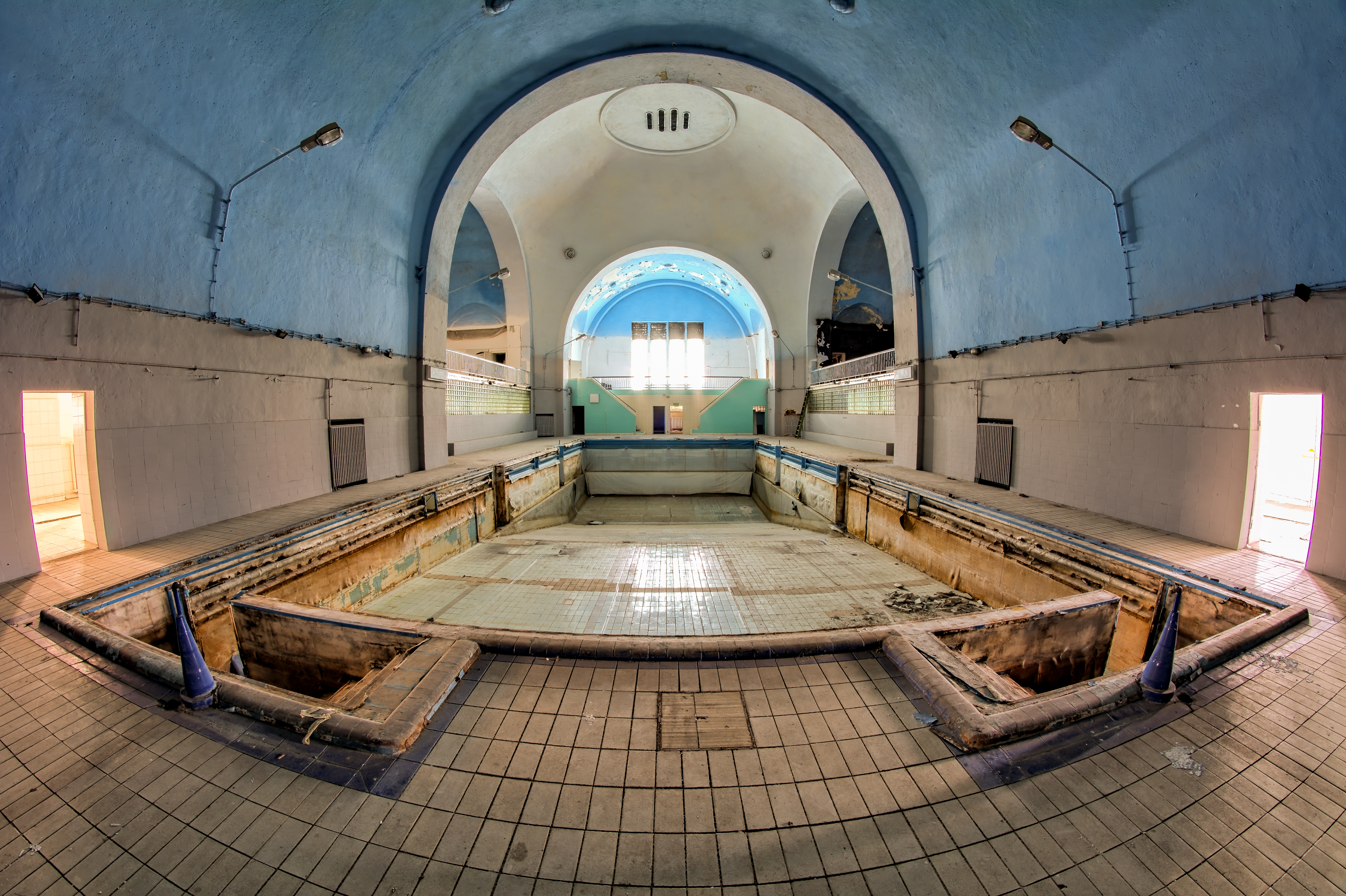
Wnętrze budynku w 2017 roku

O tym, że był to dom modlitwy przypomina jedynie pamiątkowa tablica przy wejściu, odsłonięta w 2004 roku z inicjatywy Fundacji Rozwoju Sportu Szkolnego. Jej treść w języku polskim i angielskim brzmi:
„Ten budynek wzniesiony w 1907 r. był synagogą i służył jako dom modlitwy do 1939 r.”
Pierwsza tablica pamiątkowa została zawisła na synagodze na początku lat 90. XX wieku, dzięki staraniom Johna i Danel Marcus. Ufundowała ją korporacja For International Education. Wykonana z mosiądzu przez artystę rzeźbiarza Piotra Andruszkę wisiała tylko kilka lat. Prawdopodobnie ukradli ją poszukiwacze złomu.
Wieloletnie starania o przekształcenie jej w muzeum utrudniały niejasne stosunki własnościowe, gdyż o prawa do dawnej synagogi ubiegały się Związek Gmin Wyznaniowych Żydowskich w RP, na której terenie obecnie znajduje się dawna synagoga, oraz amerykańskie środowiska w których skupieni są członkowie dawnej gminy poznańskiej, którzy po 1918 w większości wyemigrowali do Niemiec, a po dojściu nazistów do władzy przenieśli się do USA.

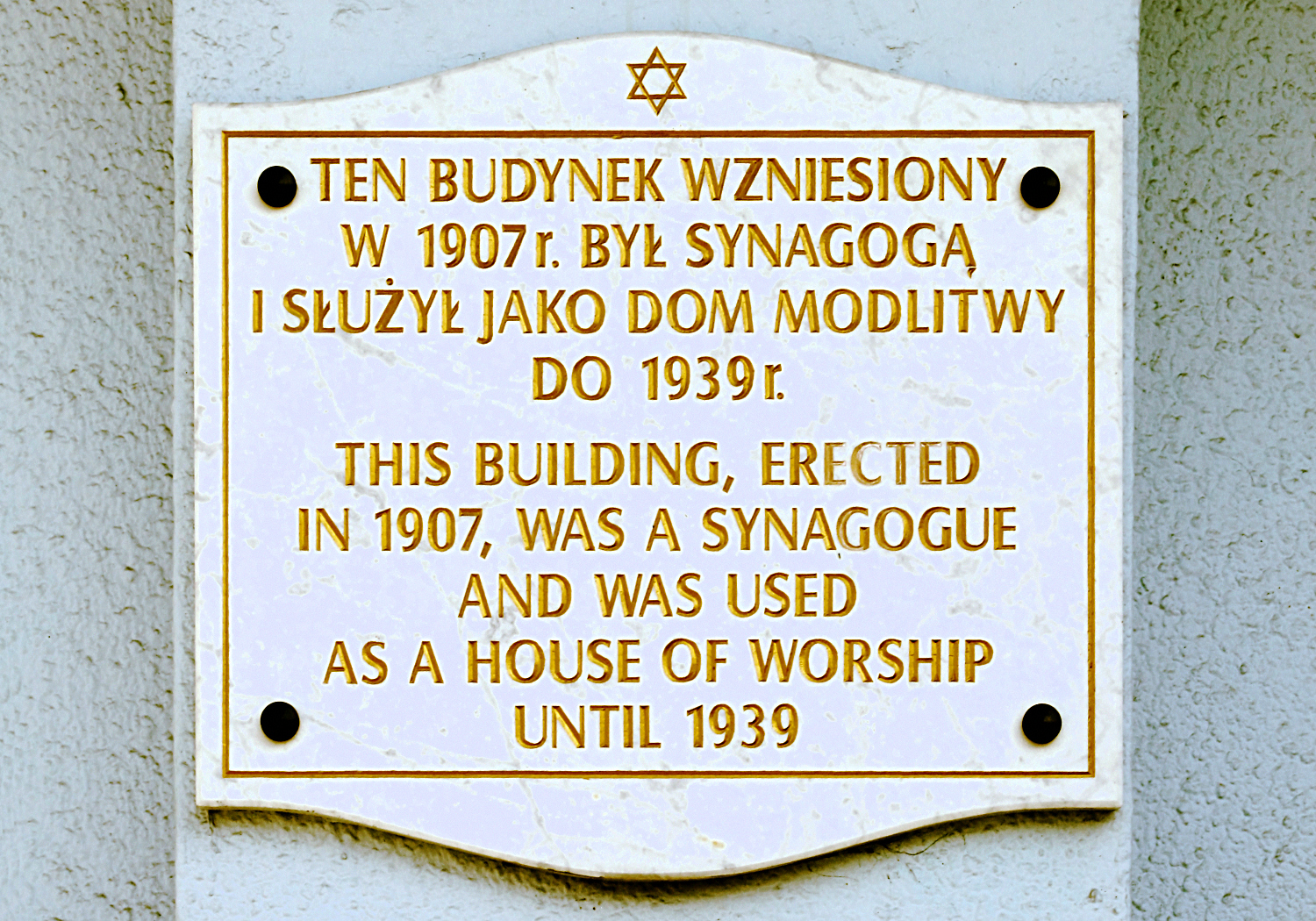
Tablica pamiątkowa

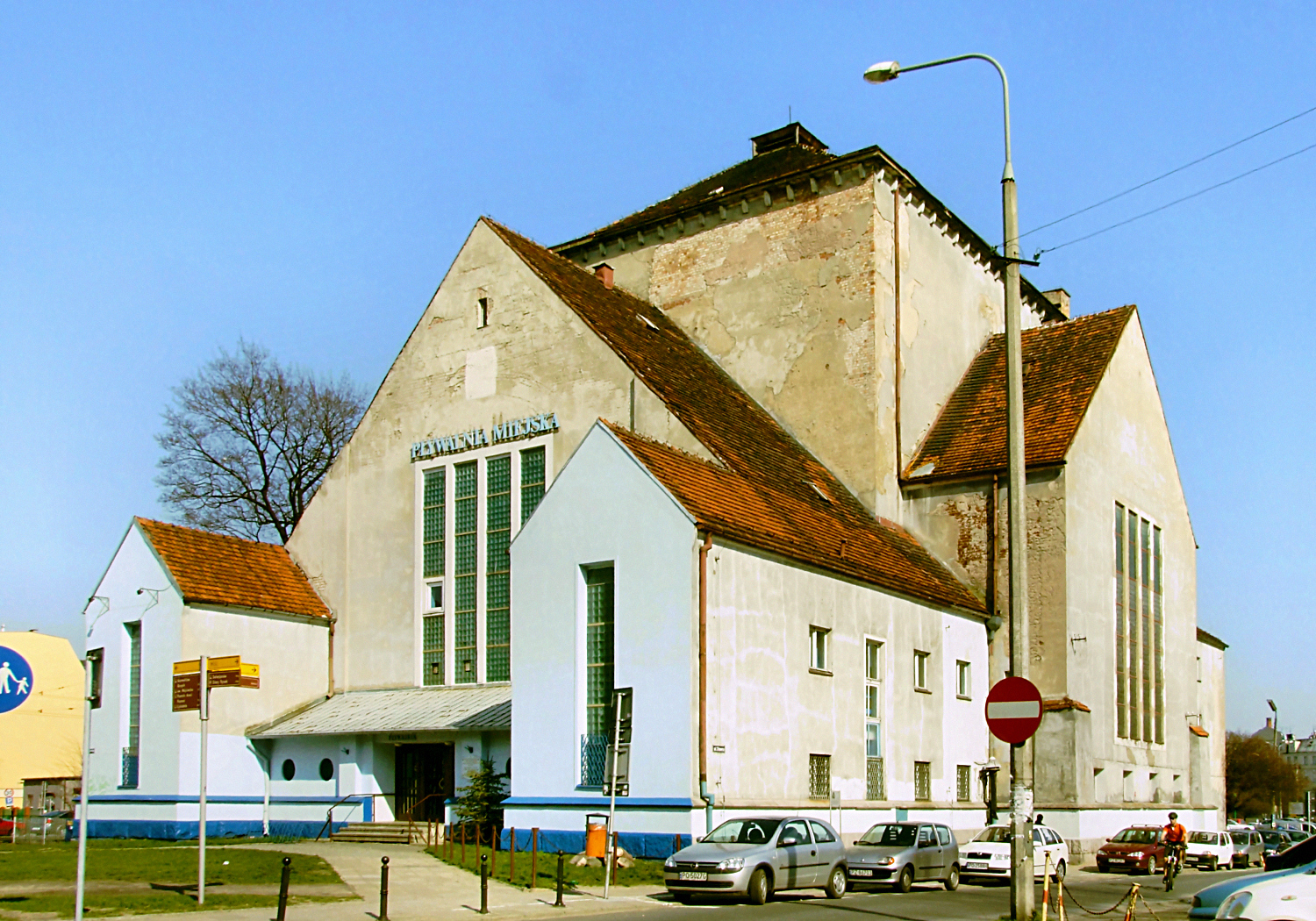

Ostatecznie w połowie 2002 roku władze miasta Poznania przekazały budynek synagogi wraz z placem Związkowi Gmin Wyznaniowych Żydowskich RP. Obecnie władze Gminy Wyznaniowej pragną po remoncie przekształcić ją w Centrum Judaizmu i Tolerancji, jednak na razie brakuje na to przedsięwzięcie funduszy. Budynek od 2011 roku nie jest już pływalnią.
W planach gminy żydowskiej jest przywrócenie wyglądu synagogi sprzed II wojny światowej, a we wnętrzach urządzić m.in. Izbę Pamięci osób odznaczonych przez Jad Waszem za ratowanie Żydów medalem Sprawiedliwy Wśród Narodów Świata, osobno w sali głównej urządzone zostałoby miejsce na modlitwę i dla Teatru Żydowskiego. Do dziś jednak budynek nie został wpisany do rejestru zabytków, co ogranicza pozyskanie pieniędzy na jego remont.
W 2007 roku synagoga uroczyście obchodziła 100-lecie swojego istnienia. W związku z tym na podstawie zachowanych zdjęć, wirtualnie odtworzono wygląd wnętrza synagogi. Podczas obchodów modlitwy prowadził Naczelny Rabin Polski Michael Schudrich, a śpiewał rabin Wrocławia Icchak Rapoport. W lutym 2007 roku gmina żydowska pozyskała z Funduszy Norweskich 20 tysięcy euro na opracowanie projektu.
W marcu 2007 roku na fasadzie synagogi nad napisem „Pływalnia Miejska” pojawiła się duża gwiazda Dawida, którą namalowali poznański podróżnik Maciej Pastwa i Irena Herszkowicz. Jak tłumaczyli autorzy, gwiazda miała zaznaczyć przebudzenie pamięci o prawdziwym przeznaczeniu tego budynku. Akcja mocno zbulwersowała zarząd poznańskiej gminy żydowskiej, która zgłosiła samowolę na policję, a gwiazdę po tygodniu zamalowała.
W maju 2007 roku odbyła się inwentaryzacja synagogi, którą bezinteresownie i bezpłatnie przeprowadzili studenci Akademii Sztuk Pięknych w Poznaniu. W listopadzie po interwencji radnego Szymona Szynkowskiego z PiS z fasady synagogi zdjęto napis „Pływalnia Miejska”, co sugerowało, że budynek nadal należy do miasta.
W grudniu 2023 roku organy miejskie uchwaliły miejscowy plan zagospodarowania przestrzennego, zezwalający na nadbudowanie budynku synagogi do wysokości 50 metrów, z przeznaczeniem na budowę apartamentów lub hotelu. Mimo wniesienia stosownego wniosku, planu zagospodarowania przestrzennego nie udało się uchylić. 24 stycznia 2024 roku wojewoda wielkopolska Agata Sobczyk poinformowała, że Narodowy Instytut Dziedzictwa, wydał pozytywną opinię w kwestii wpisania synagogi do rejestru zabytków. Mimo to, 1 lutego 2024 roku inspektor z ramienia Biura Miejskiego Konserwatora Zabytków stwierdził demontaż części poszycia dachowego z budynku. Rozbiórka została wstrzymana. W lutym 2024 roku biuro Wielkopolskiego Wojewódzkiego Konserwatora Zabytków poinformowało, że „jest duża szansa, że synagoga zostanie uznana za zabytek”. Jednocześnie zaznaczono jednak, że po rozpatrzeniu uwag i sugestii wszystkich stron „może się tak zdarzyć, że budynek nie zostanie wpisany do rejestru”.

### Spór o synagogę
Na początku 2006 roku, z ust europosła z ramienia Prawa i Sprawiedliwości Marcina Libickiego padła propozycja wyburzenia synagogi i zagospodarowania terenu po niej.
Jak stwierdził, miasto powinno odkupić pozbawiony wartości budynek synagogi od Gminy Wyznaniowej Żydowskiej i wyburzyć, a teren po niej zagospodarować stosownie do projektu odbudowy murów miejskich i innych planów rewitalizacji tej części Starego Miasta. Libicki zaznaczył, że bóżnica była elementem niemieckiej polityki kulturkampfu, który miał ograniczać wpływy polskości i katolicyzmu w Poznaniu.
Propozycja Marcina Libickiego wywołała duże kontrowersje, lawinę protestów oraz szok wśród członków lokalnej społeczności żydowskiej, władz miasta oraz historyków z Poznania. Prezydent Poznania Ryszard Grobelny stwierdził, że wyburzenie byłej synagogi jest niedopuszczalne, a wykupienie go przez miasto za taką kwotę, która umożliwiłaby gminie stworzenie miejsca modlitwy i miejsca aktywności kulturalnej jest niemożliwe. Po licznych słowach krytyki Marcin Libicki powiedział:
„Nie chcę niszczyć synagogi. Wręcz przeciwnie, zaapelowałem o zbudowanie synagogi, której w Poznaniu nie ma. Niestety, ten element mojej propozycji został w dyskusji całkowicie pominięty. Część osób, które zabrały głos po moim artykule, zideologizowała dyskusję. Np. osoby z kręgu Zielonych świadomie pominęły dwie rzeczy, które napisałem: że trzeba w końcu skończyć z pływalnią w tym miejscu i że trzeba jak najszybciej zbudować nową synagogę. Nie chcę burzyć synagogi, tylko basen kąpielowy, który jest profanacją!”
23 kwietnia 2006 roku głos w sprawie synagogi zabrał senat Akademii Sztuk Pięknych w Poznaniu, który potępił wyburzenie gmachu. Rektor akademii prof. Wojciech Müller uważa, że odbudowa jej w pierwotnym, bizantyjskim nieco kształcie nie miałaby sensu. Należy jednak na pewno usunąć z niej pływalnię i na powrót uczynić miejscem modlitwy i skupienia.

### Atlantyda, 9.09.1939, Alfabet
Jedną z osób, które są zaangażowane w sprawę ocalenia budynku Nowej Synagogi w Poznaniu jest Janusz Marciniak, malarz i artysta interdyscyplinarny, profesor Uniwersytetu Artystycznego w Poznaniu. Jego instalacje i performensy w zatopionej synagodze były formą pamięci o żydowskim rozdziale historii Poznania i próbą utrwalenia symbolicznej funkcji budynku jako jedynego w tej części Europy samoistnego pomnika Holocaustu. Janusz Marciniak zrealizował trzy projekty: Atlantyda (2004), 9.09.1939 (2005) i Alfabet (2006).
Atlantyda (instalacja z niebieskich zniczy ułożonych w gwiazdę Dawida na wodzie) towarzyszyła Medytacji o pokoju – występowi Chóru Akademickiego pod dyr. Jacka Sykulskiego w ramach programu obchodów VII Dnia Judaizmu (15.01.2004). Instalacja 9.09.1939 ze zniczy na wodzie była odwzorowaniem fragmentu układu gwiazd nad synagogą w dniu i godzinie ostatniego nabożeństwa. Pokaz instalacji miał miejsce podczas VIII Dnia Judaizmu (16.01.2005) był połączony z występem Chóru Synagogi pod Białym Bocianem z Wrocławia.
Performens Alfabet, wykonany z okazji IX Dnia Judaizmu (15.01.2006) i podczas XVI Międzynarodowego Festiwalu Teatralnego Malta w Poznaniu (4.07.2006), stanowił dalszy ciąg misterium pamięci o tych, którzy kiedyś modlili się w tym miejscu. W pierwszej wersji performensu wystąpił Edward Lubaszenko, w drugiej Aleksander Machalica. Projekty Atlantyda i Alfabet zostały zrealizowane dzięki pomocy European Association for Jewish Culture i Fundacji Signum.

### Bar micwa pod wodą
Od 1 do 2 maja 2007 we wnętrzu synagogi kręcony był filmowany happening, stworzony przez mieszkającego w Berlinie, izraelskiego artystę Noamiego Braslavskiego. Film jest realizowany we współpracy z Akademią Sztuk Pięknych w Poznaniu oraz z performerami.
Celem filmu była próba odtworzenia rytuałów w synagodze pod wodą. W basenie rozegrano trzy obrzędy: bar micwę, żydowski ślub i kidusz. Aktorzy w filmie byli przebrani za ortodoksyjnych Żydów. Mężczyźni nosili czarne kapelusze, do których doklejono pejsy zrobione z kawałków sztucznej brody, białe koszule, czarne spodnie, i krótką płachtę imitującą tałes. Kobiety nosiły czarne obszerne spódnice oraz szerokie koszulowe bluzki z krótkim rękawem.

### Projekt przebudowy synagogi
Na początku lipca 2007 roku opublikowano wstępny projekt przebudowy synagogi na Centrum Judaizmu i Dialogu. Jego autorami są architekci Stefan Bajer z Grupy Projektowej Assmann Polska oraz Krzysztof Kwiatkowski z Akademii Sztuk Pięknych w Poznaniu.
Projekt zakładał gruntowną przebudowę oraz przywrócenie synagodze przedwojennego wyglądu. Jedyną innowacją miała być szklana kopuła na wysokości około 40 metrów. Mieścić się tu miała kawiarnia oraz taras widokowy. W innych pomieszczeniach planowano salę koncertowo-teatralną z widownią na 750 osób, Muzeum Historii Poznańskich Żydów i salę Sprawiedliwych Wśród Narodów Świata, restaurację, sale wystaw czasowych, bibliotekę, centrum edukacyjne i informacyjne, księgarnię, sklep oraz Synagogę Tygodnia, którą miała użytkować poznańska gmina żydowska. W przypadku większych nabożeństw i uroczystości, dzięki mobilnym elementom niewielka przestrzeń synagogi miała być poszerzana o całą przestrzeń sali koncertowej.
Budowa centrum miała przebiegać w dwóch etapach: w pierwszej przewidywano dobudowanie nowej części budynku, a w drugiej planowano przebudowę części istniejącej oraz postawienie szklanej kopuły. Z uwagi na sięgający 50 mln zł koszt realizacji inwestycji plany te nie zostały zrealizowane, a przed 2020 budynek sprzedano warszawskiej spółce Omers.

### Tzadik Poznań Festiwal
W dniach od 9 do 11 sierpnia 2007 roku odbył się Tzadik Poznań Festiwal, pierwsze tak duże przedsięwzięcie kulturalne w murach poznańskiej synagogi. Inspiracją organizatorów festiwalu, Fundacji Międzynarodowego Festiwalu Teatralnego MALTA oraz Multikulti Projekt był m.in. wiersz Ryszarda Krynickiego pt. „Miasto”.
9 sierpnia wystąpił pianista Jamie Saft, któremu również towarzyszył Bester Quartet. Następnie wystąpiły m.in. Koby Israelite Band, Bester Quartet, Lautari. 10 sierpnia odbył się performance poetycki „Słowo święte, słowo przeklęte” z udziałem Ewy Lipskiej, Ryszarda Krynickiego i Piotra Matywieckiego wzbogacony improwizacjami Mateusza i Marka Pospieszalskich.
Tzadik Poznań Festiwal zdaniem organizatorów miał być zapowiedzią spektakularnych zmian, które czekają poznańską synagogę w najbliższych latach.

### Wirtualna synagoga
W maju 2008 roku opublikowano dwuletnią pracę Krzysztofa Kwiatkowskiego z Pracowni Projektowania Opakowań na poznańskiej Akademii Sztuk Pięknych, który dokonał wirtualnej rekonstrukcji synagogi. Inspiracją do tego stała się praca niemieckich naukowców, którzy w ten sposób odtworzyli synagogi zniszczone w Niemczech w czasie nocy kryształowej.
Wirtualną rekonstrukcję zrealizowano na podstawie kilku czarno-białych zdjęć, zdobytą w Berlinie kolorową fotografię synagogi oraz kilka rysunków, dzięki którym firma projektowa wygrała konkurs na jej budowę. W przyszłości artysta chce stworzyć wirtualne muzeum, gdzie każdy będzie mógł zwiedzić budynek. W planach ma także odtworzenie w komputerze innych, już nieistniejących, poznańskich synagog.

## Architektura
Murowany, orientowany i wolno stojący budynek synagogi wzniesiono na planie krzyża greckiego, którego wschodnie ramię zakończono absydą. Od północy, wschodu i południa absydę otaczały dodatkowe pomieszczenia, tworząc półkolistą elewację wschodnią. Ramię zachodnie przedłużono o trzyczęściowy, sklepiony przedsionek, poprzedzony niszą wejściową. Od północy i południa do skrzydła zachodniego przylegały szatnie i klatki schodowe umieszczone w półkolistych ryzalitach.
Fasady budowli były dekorowane motywami orientalnymi. Wnętrze synagogi przykrywały sklepienia kolebkowe, a na przecięciu ramion kopuły o średnicy 17 metrów, a wysokości 20 metrów. Na narożnikach budowli znajdowały się mniejsze kopułki. Ściany były pokryte dekoracyjną polichromią o motywach geometrycznych i roślinnych. Na środku, pod kopułą, na ścianie wschodniej znajdował się bogato zdobiony aron ha-kodesz, do którego prowadziły znajdujące się po wszystkich stronach półkoliste schody. Całość była oddzielona od reszty sali ażurową balustradą zdobioną marmurem. Synagoga dysponowała 1300 miejscami siedzącymi: 700 dla mężczyzn oraz 600 dla kobiet (w dwóch bocznych galeriach).